# EasyCruise

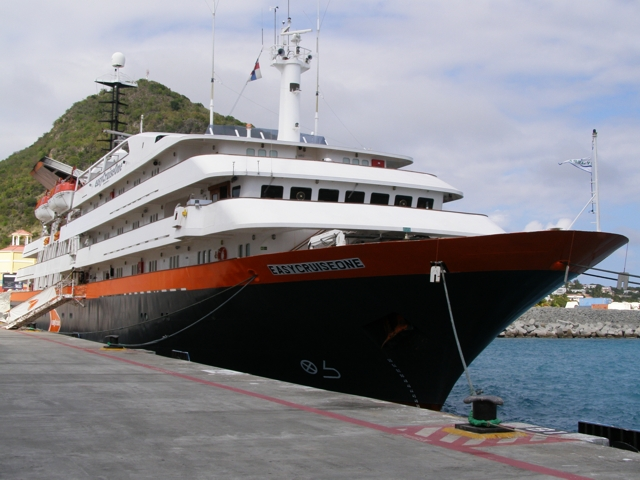
Die ehemalige EasyCruise One

EasyCruise (Eigenschreibweise: easyCruise) war eine griechische Reederei mit Sitz in Athen und ab 2009 Tochtergesellschaft der Hellenic Seaways. Sie bestand von 2004 bis 2010 und übertrug das Konzept der Billigfluggesellschaften auf Kreuzfahrten.

## Unternehmen

### Konzept
Der Gründer der Reederei, Stelios Haji-Ioannou, war zuvor mit der Unternehmensgruppe EasyGroup und der Billigfluggesellschaft easyJet bekannt geworden. 2004 gründete er die Reederei EasyCruise und erweiterte das Portfolio der EasyGroup um Billigkreuzfahrten.
Zielgruppe waren 18- bis 40-Jährige, die möglichst kostengünstig reisen und auf dem Schiff wie beim abendlichen Landgang feiern wollten. Dazu wurde Rhythmus von Fahrt und Landgang getauscht: Tagsüber waren die Schiffe unterwegs, um den Zielort für den Abendausgang zu erreichen und den Besuch von Clubs und Unterhaltungslokalen zu ermöglichen. Abfahrt war anschließend in den frühen Morgenstunden. Das Konzept beinhaltete die einfachste Unterbringung der Passagiere in kleinen Mehrfachkabinen, darüber hinaus waren weitere Leistungen separat zu bezahlen.

### Betriebsaufnahme und erste Erweiterung
Das erste Schiff, die EasyCruise One, nahm Anfang Mai 2005 den Betrieb auf. Im Sommer fuhr es im westlichen Mittelmeer auf einer festen wöchentlichen Route an der italienischen Riviera und der Côte d’Azur zwischen Cannes, Nizza, St. Tropez, Portofino und San Remo. Jeder Hafen war ein Zu- oder Ausstiegshafen, so dass die Passagiere sich einen Routenabschnitt aussuchen und die Länge der Reise selbst bestimmen konnten. Im Winter verlagerte die Reederei das Einsatzgebiet des Schiffes und führte Kreuzfahrten in der Karibik durch.
Ein Jahr später, 2006, wurde das Konzept auf Flusskreuzfahrten übertragen und die EasyCruise Two von einem Franchisenehmer betrieben. Auch dieses Schiff pendelte zwischen einzelnen Häfen, Einsatzgebiet waren die Niederlande und Belgien: Die easyCruise Two pendelte zwischen Amsterdam, Rotterdam, Brüssel und Antwerpen. Auch sie war tagsüber unterwegs und kam zum Abendausgang am Zielort an und fuhr nach Rückkehr der Passagiere in den frühen Morgenstunden zum nächsten Ziel. Der Betrieb des Schiffes musste 2007 aufgrund finanzieller Schwierigkeiten des Franchisenehmers eingestellt werden.

### Ausweitungen und Verkauf
Ein Jahr später, 2008, ersetzte die Reederei die EasyCruise One durch ein neues Schiff. Zum Einsatz kam ein umgebautes Fährschiff, das zwar älter, aber mit rund 500 Plätzen doppelt so viele Passagiere aufnehmen konnte. Das Konzept wurde mit leicht gehobener Ausstattung grundsätzlich beibehalten, das Schiff jedoch im östlichen Mittelmeer eingesetzt und pendelte von Piräus über Mykonos, Kusadasi in der Türkei, Patmos sowie Kreta und Santorin zurück nach Piräus.
Zur gleichen Zeit waren die ersten beiden Neubauten für die Reederei im Gespräch. Als Werft war die griechische Nerion-Werft auf der Kykladeninsel Syros vorgesehen, einschließlich einer Option für zwei weitere Neubauten. Nach Unterzeichnung des Vorvertrages für das erste der beiden geplanten Schiffe, der EasyCruise Three, kam die Realisierung jedoch nicht zustande.
Bis August 2009 gehörte EasyCruise zur easyGroup von Haji-Ioannou, der sie schließlich an Hellenic Seaways verkaufte. Für diese in der Passagier- und Frachtfahrt tätigen Reederei sollte der Erwerb der Einstieg in das Kreuzfahrtgeschäft werden, wobei Schiff und Marke unter Lizenz weiter betrieben werden sollten. 2009 veräußerte die Reederei ihr letztes Schiff. Der Betrieb wurde anschließend stillschweigend eingestellt.

## Flotte

### EasyCruise One
Die Übernahme des ersten Kreuzfahrtschiffes, der EasyCruise One wurde am 16. April 2004 bekannt gegeben. Es handelte sich um die vorherige Neptune 2, ein im Jahr 1990 gebautes Schiff mit 88,3 Metern Länge, 4.077 BRT, 14,5 Knoten und Platz für 170 Passagiere und 54 Besetzungsmitglieder. Die EasyCruise One verfügte über 74 Zweier-Kabinen, sieben Vierer-Kabinen und vier Suiten mit Balkon. Im Oktober 2008 wurde das Schiff außer Dienst gestellt und veräußert. Es wurde danach in Dubai aufgelegt und 2022 abgewrackt.

### EasyCruise Two
Die EasyCruise Two war ein von 2006 bis August 2007 in Lizenz betriebenes Flusskreuzfahrtschiff, das 1981 auf der Husumer Schiffswerft als Hotelschiff gebaut worden war. Das Schiff war 80,0 Meter lang, 9,50 Meter breit, 1,50 Meter tief, war mit 415 Tonnen vermessen, fuhr 20 km/h und bot in 52 Kabinen Platz für 100 Passagiere bei 16 bis 18 Mann Besatzung.
Betrieben wurde das Schiff 2006 von der United Cruise Line in Kampen und anschließend bis zur Betriebseinstellung 2007 von der Fortuna BV, ebenfalls in Kampen. Nach mehreren Verkäufen und Namenswechseln brannte das Schiff 2010 aus und wurde 2014 abgewrackt.

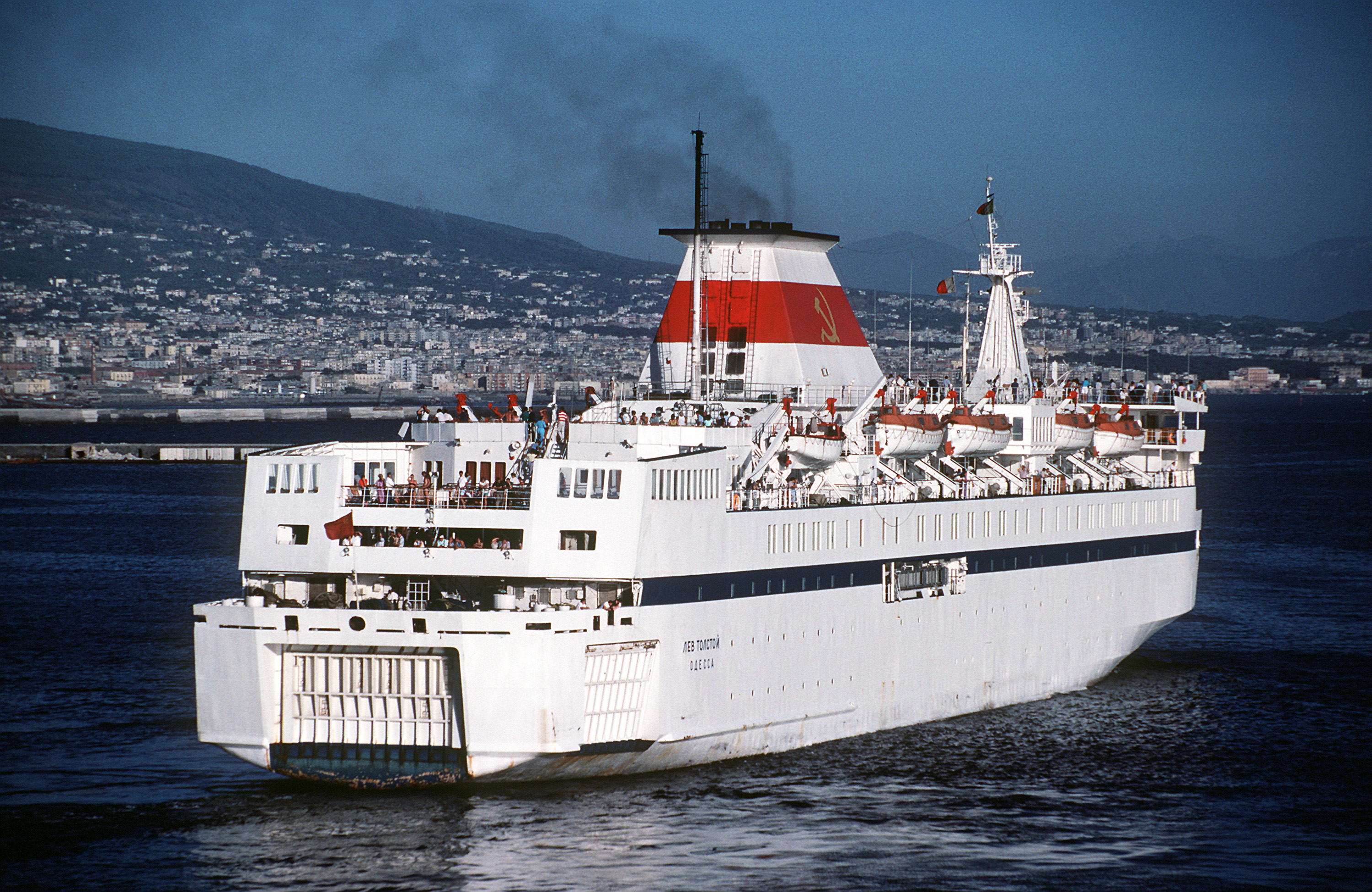
Die EasyCruise Life noch als sowjetische Lev Tolstoy

### EasyCruise Life
Das zweite Seeschiff, die EasyCruise Life, wurde von der niederländischen Reederei Boonstra River Line übernommen. Es wurde am 11. August 2006 in Betrieb genommen, 2009 jedoch wieder veräußert. Danach fuhr sie bis zu ihrer Auflegung 2011 als Ocean Life und wurde ab 15. August 2014 in Aliağa abgebrochen.

### Geplante Schiffe
Die Seeschiffe Nummer drei und vier sollten die ersten Neubauten der Reederei werden. In den Medien wurde der Bau des ersten der beiden Schiffe, der EasyCruise Three, angekündigt, aber nicht realisiert. Die EasyCruise Three sollte 100 Meter lang, 18 Meter breit, 4,75 Meter tief und mit 7500 BRZ vermessen werden. Sie sollte 15 Knoten erreichen, Platz für 504 Passagiere in 224 Kabinen bieten bei einer Besatzung von 85 Mann.